# 臺南市新化社區大學
臺南市新化社區大學，是一所坐落於臺灣臺南市新化區的社區大學，2005年臺南縣政府委託朝陽文化藝術基金會辦理，校長為魏正宗，同年8月於新化國中正式開課，2010年在新市、善化及玉井區增設分班，目前係由台南市產業總工會承辦，校長為宋照濱，學區分班含有新化、新市、善化、左鎮、山上、南化和安定等七個學區。學習時數可登錄公務人員終生學習時數。